# Umrangso
Umrangso è una suddivisione dell'India, classificata come town committee, di 9.024 abitanti, situata nel distretto dei Monti Cachar Settentrionali, nello stato federato dell'Assam. In base al numero di abitanti la città rientra nella classe V (da 5.000 a 9.999 persone).

## Società

### Evoluzione demografica
Al censimento del 2001 la popolazione di Umrangso assommava a 9.024 persone, delle quali 4.946 maschi e 4.078 femmine. I bambini di età inferiore o uguale ai sei anni assommavano a 1.273, dei quali 622 maschi e 651 femmine. Infine, coloro che erano in grado di saper almeno leggere e scrivere erano 6.722, dei quali 3.924 maschi e 2.798 femmine.